# Ca l'Albert
Ca l'Albert és una obra del municipi de Verges (Baix Empordà) inclosa en l'Inventari del Patrimoni Arquitectònic de Catalunya.

## Descripció
Edifici de grans dimensions, situat a l'angle format pel carrer Canonge Iglesias i la Placeta, dins del nucli medieval de Verges. Té planta baixa i tres pisos. La composició de la façana principal és simètrica; hi ha tres obertures a cada pis, decreixents en alçada, totes elles d'arc rebaixat i emmarcades en pedra. Les obertures dels pisos primer i segon són balcons, amb barana senzilla de ferro i peanya de volada també decreixent en alçada. Als angles de les façanes hi ha carreus de pedra regulars i ben treballats. La façana que dona a la Placeta presenta obertures de distribució irregular. L'edifici es corona amb ràfec i coberta de teula a dues vessants.

## Història
Ca l'Albert va ser construïda l'any 1808, d'acord amb la inscripció que apareix en un pedra de l'angle de la façana. El seu propietari era Francesc Albert i Ostench. En aquesta casa va néixer el diputat Lluís Albert, cabdill a Verges de l'alçament federal del 05/09/1869 i pare de l'escriptora escalenca Víctor Català, segons consta en una placa col·locada a la façana el desembre del 1985, amb motiu de la donació del casal feta al municipi pels seus nets.